# Tilly-sur-Meuse
Tilly-sur-Meuse település Franciaországban, Meuse megyében. Lakosainak száma 277 fő (2022. január 1.). Tilly-sur-Meuse Ambly-sur-Meuse, Bouquemont, Rambluzin-et-Benoite-Vaux, Récourt-le-Creux, Thillombois, Troyon és Villers-sur-Meuse községekkel határos.

## Népesség
A település népessége az elmúlt években az alábbi módon változott:
| Lakosok száma | 228  | 237  | 237  | 247  | 286  | 295  | 288  | 279  | 279  | 277  |
|               | 1968 | 1982 | 1990 | 2006 | 2013 | 2015 | 2017 | 2019 | 2020 | 2022 |